# Рослини-обереги
Рослини-обереги — це рослини, які за народними уявленнями мали чудодійні властивості: полин, часник, осика, верба, а також широколисті дерева, гілками яких замаювали оселі під час Зелених свят.

## Язичницькі вірування
Протягом тисячоліть багато рослин використовуються в різних сферах господарської діяльності, є незамінними продуктами харчування, цілющими оздоровчими засобами.
Поряд з утилітарною функцією рослини займали значне місце в широкому комплексі традиційних вірувань, звичаїв і забобонів. Обряди і повір'я, пов'язані з деревами, травами, зіллям і квітами, доносять відгомін язичницьких уявлень наших предків про навколишню природу і базуються як на реальних, так і на уявних властивостях рослин. З утвердженням християнства ці властивості нерідко закріплювалися ритуалом освячення в церкві.

## Календарна обрядовість
Обрядові дії, пов'язані з рослинністю, відігравали важливу роль в календарних святах. Ці обряди мали забезпечити людині здоров'я, зміцнити добробут сім'ї, посилити плодючість землі й худоби, вберегти господарство від нечистої сили. Особливе місце займали рослини-символи у сімейних обрядах. Жодне весілля на Україні не обходилося без барвінку і калини, якими прикрашали коровай та вінок молодої.
Рослинні мотиви та образи широко представлені і в українському фольклорі. Майже в усіх жанрах усної словесності рослинна символіка є одним із важливих виражальних засобів.

## Барвінок

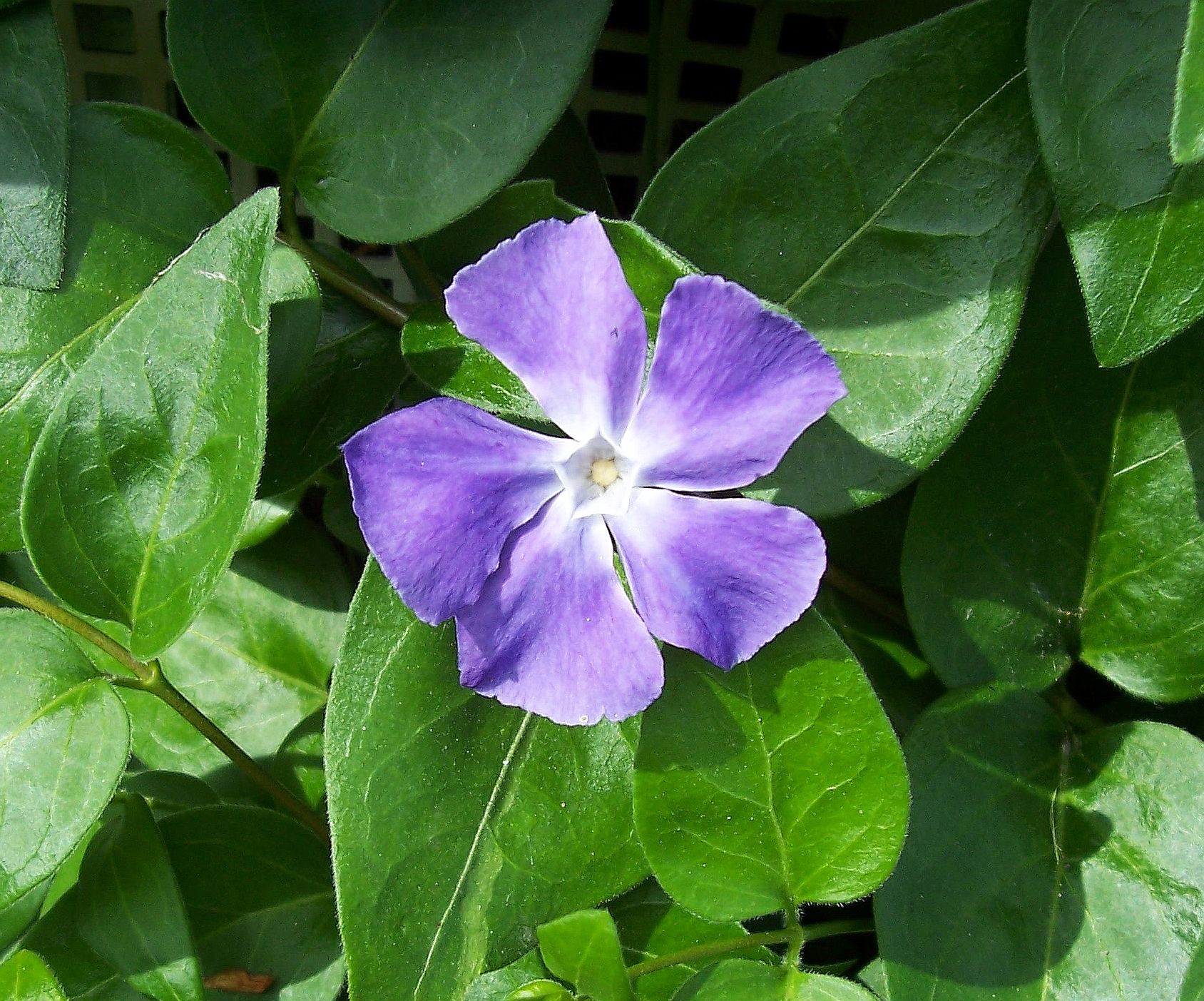
Барвінок

Барвінок (Vinca, у деяких українських діалектах Бирвінок, Тройзілля — рід квіткових рослин з родини барвінкових або кутрових (Apocynaceae), батьківщиною якого є Європа, Північна Африка і Південно-західна Азія) — вічнозелена трав'яниста рослина, листя якої зберігає зелений колір навіть під снігом. Живучість і витривалість барвінку, краса його цвіту оспівані в багатьох народних піснях. В українському фольклорі це символ молодості, кохання та шлюбу.
Вінком, сплетеним із барвінку, прикрашали голову молодої на весіллі. На Бойківщині збирання барвінку для весільного вінка супроводжувалося ритуальними піснями і спеціальними обрядами, які мали забезпечити молодим щасливе подружнє життя. Разом з ягодами калини, колосками жита, васильками, барвінком прикрашали весільне дерево — гільце, використовували в інших весільних ритуалах.

## Горобина

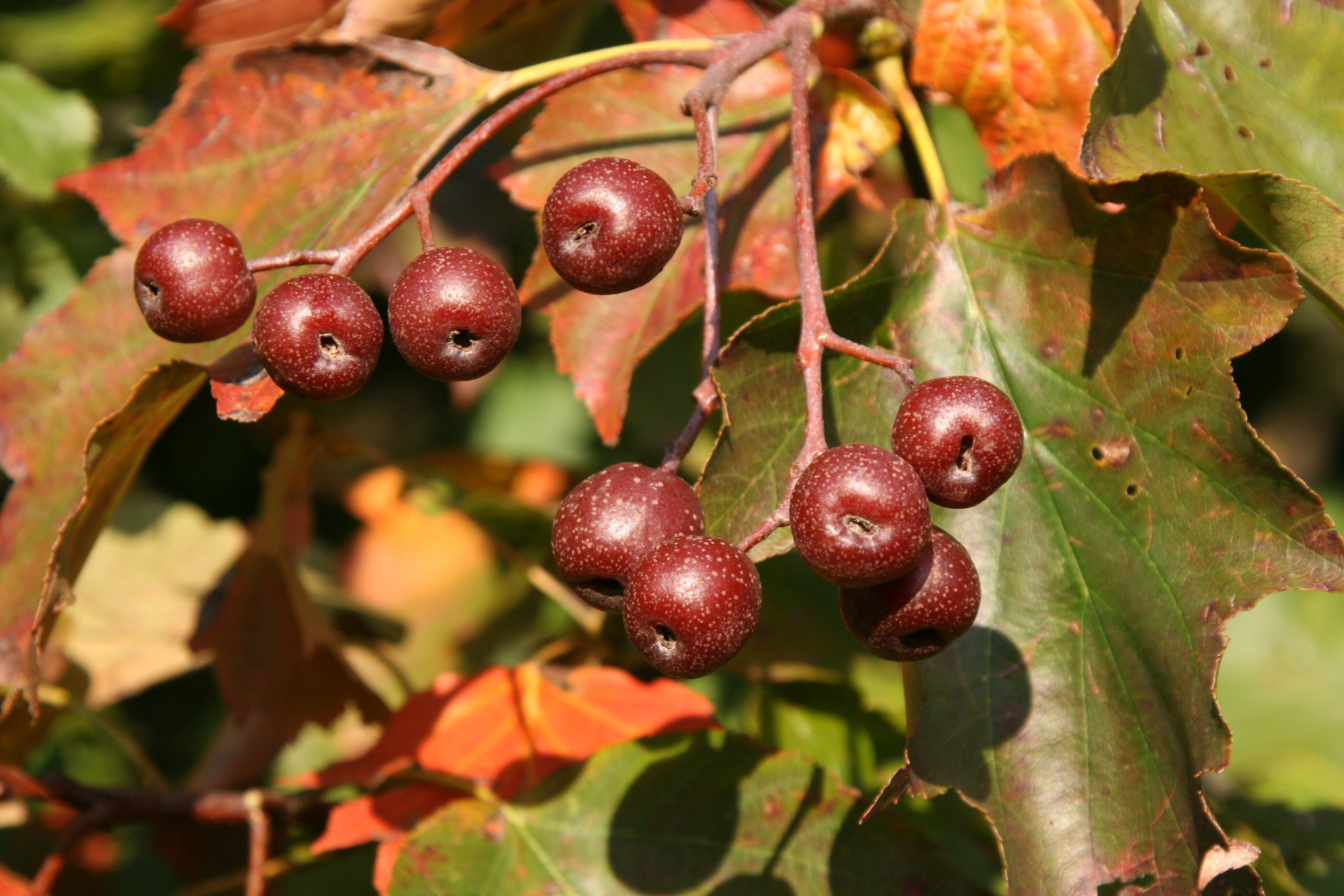
Горобина

Горобина (Sorbus) — рід рослин родини розових. Листопадні дерева або кущі з перистими або простими листками. Квітки двостатеві, зібрані в щиткоподібні суцвіття. Колись давно, в незапам'ятні часи наших предків, горобина вважалася священним деревом, якому поклонялися, навколо якого водили хороводи та жерці підносили свої молитви до богів і духів, спалюючи горобинові гілки. З ягід горобини дівчата робили намиста і вважали, що таке намисто врятує від чорного чаклунства, від не доброго погляду і інших напастей. Крім того оберіг з ягід горобини був покликаний уберегти його носительку від нещасної любові, зберегти її молодість і примножити красу. Використовувати горобину з косметичних цілях, на думку дослідників, першими почали гречанки. Саме мешканки Еллади помітили, що вода, настояна на горобині, має цілющі властивості, а якщо кашку з розім'ятих стиглих ягід горобини нанести на шкіру, то вона омолоджується, зникають дрібні зморшки, тон шкіри вирівнюється, бліднуть пігментні цятки .

## Часник
Часник (Allium sativum) — дворічна рослина родини Цибулевих. Один з найпоширеніших та найвідоміших представників роду Цибуля, від латинської назви якого походить і загальнородова Allium. Лікарська і харчова культура, яка належить до спецій і є типовим компонентом кількох національних кухонь світу. Часник відігравав важливу роль як оберег від злих сил, а також у практиці народної медицини. Наділення часнику чудодійною силою значною мірою було зумовлене цілющими властивостями і своєрідним запахом цієї рослини. Часник вживався для профілактики інфекційних захворювань, вважався добрим дезинфікуючим засобом при хворобах дихальних шляхів. Свяченим часником змащували на Великдень над очима, щоб мати здорові очі. Застосовували часник і як протидію укусові гадюки.
Здавна часник використовувався у весільній обрядовості. У день весілля його вплітали у вінок молодої або зав'язували між її волоссям для охорони від усього злого.

## Дуб

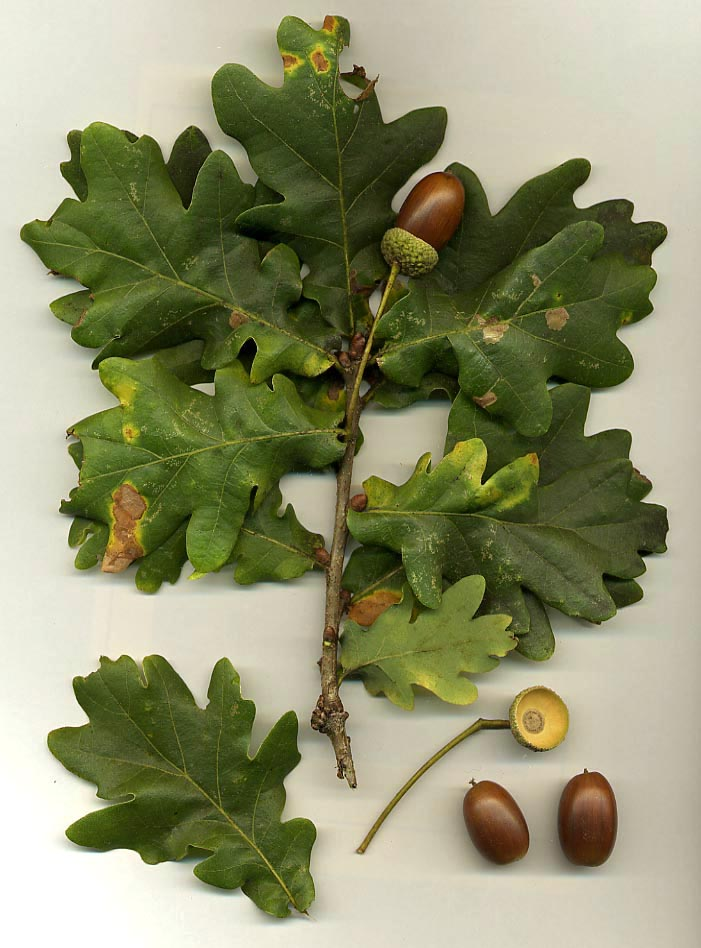
Дуб

Дуб (Quercus) — рід багаторічних рослин родини Букових, що налічує близько 600 видів. Його представники поширені переважно у помірних областях Північної півкулі. Здавна користується в народі глибокою шаною. Ще стародавні слов'яни влаштовували біля лісових велетнів обрядові дійства, приносили жертви богам. У XIX ст. на Зелені свята влаштовували так званий гральний дуб (на Київщині — сухий дуб). У центрі села, а іноді за околицею ставили довгу жердину з прикріпленим зверху колесом, прикрашали її травами, квітами, стрічками, обкопували невеликим рівчаком. Довкола такого «Дуба» відбувалися ігри, що супроводжувалися спеціальними піснями. Цей обряд символізував розквіт природи, початок літа.

## Папороть

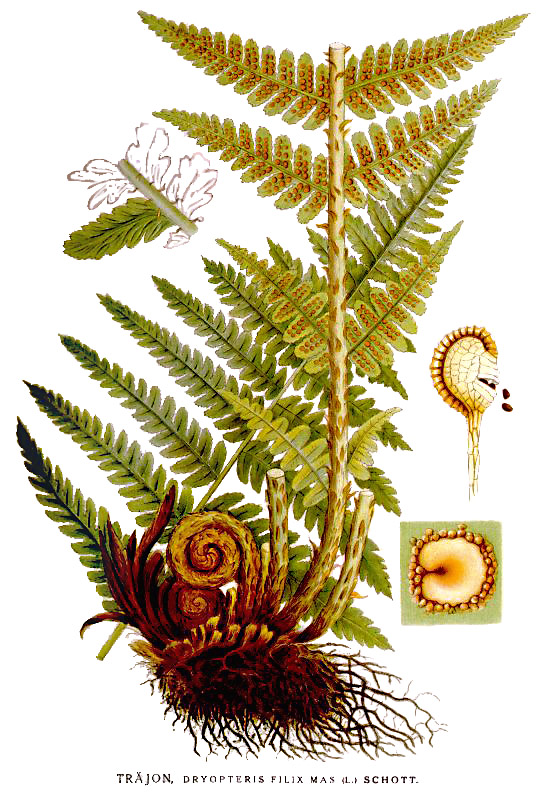
Папороть

Папороть   (Dryopteris filix-mas (L.) Schott; Aspidium filix-mas Sw.) росте в листяних і мішаних лісах, на узліссях вільшняків. Цу реліктова трав'яниста рослина, що ніколи не цвіте, розмножуючись вегетативно. Проте, за народними повір'ями, в ніч на Івана Купала (24 червня за ст.ст.) на коротку мить з'являється вогненна квітка папороті. Той, кому вдається зірвати її, отримує чарівну силу, яка дає змогу знаходити заховані скарби, дізнаватися про долю людей, зцілювати хворих, розуміти мову звірів і птахів. Проте нелегко заволодіти таємничою квіткою, яка росте в дрімучому лісі та охороняється нечистою силою. На сміливця чекають численні випробування, часом небезпечні для життя. Легенди про спробу здобути квітку папороті послужили основою повісті М.В. Гоголя «Вечір напередодні Івана Купала».